# 長鬚鯨
長須鯨（學名：Balaenoptera physalus）又稱脊鰭鯨、真鬚鯨、剃刀鲸、鯡鯨和鰭鯨，是一種廣泛分布於全球海域的鬚鯨，也是現存僅次於蓝鲸的第二大動物。長須鯨的【須】字，並非指鬍鬚，來自於其日文名「ナガスクジラ」(nagasukujira) 的漢字寫法，意指「下顎喉腹摺的溝很長」。
長須鯨的身軀長而苗條，全身大多呈棕灰色，下腹部的顏色較淺。現時所知，長須鯨最少有兩個現存的亞種：北大西洋的北長須鯨，以及另一較大的亞種——南冰洋的南極長須鯨。在極地到熱帶地區的大型海洋中均可找到長須鯨，只是北極和南極附近的地區，以及大型海域附近的小水域找不到牠們。所有密度最高的長須鯨族群均分佈於溫帶地區及水較冷的地帶。牠們的食物有小型的魚類、乌贼及甲殼動物（這包括糠蝦和磷蝦）。
跟其他所有大型的鯨類一樣，長須鯨在20世紀期間曾被大量捕撈，現時仍屬瀕危物種。国际捕鲸委员会（英文縮寫：IWC）後來全面禁止所有對長須鯨商業性捕撈的行為，但冰島和日本仍然宣佈其捕撈行動將會繼續進行。此外，人類在水上的活動亦對長須鯨構成很大的威脅，更甚的是，據有關的記錄，每年長須鯨與船隻相撞的次數極多，且往往都導致了該鯨的死亡。

## 分類學

長須鯨和其他鬚鯨的分化關係

分類學家在很久以前已對長須鯨略有所知，在1675年首度由弗萊德里克·馬汀（Frederick Martens）發表有關的分類學資料，其後再次於1725年由保羅·達德利（Paul Dudley）發表，這些早期資料後來成為卡尔·林奈描述長須鯨的重要參考來源。1758年，林奈正式發表了長須鯨的學名“Balaena physalus”，种加词中的“physa”來自希腊语，意指噴氣。该學名一直沿用至19世纪初，直至法国博物學家贝尔纳·热尔曼·德·拉塞佩德（Bernard Germain de Lacépède）重新整理了鯨目的分類，並將長鬚鯨改置於鬚鯨科（Balaenoptiidae）鬚鯨屬（Balaenoptera）之下，而其原有的屬名（Balaena）則由弓頭鯨保留，並成為單型屬。
長須鯨屬鬚鯨科，同科異種的還有大翅鲸、蓝鲸、布氏鯨、塞鯨和小鬚鯨等。鬚鯨科早在中新世中期時便與其他鬚鯨類群分化，但該科內部成員的分化時間目前仍無定論。在北大西洋和北太平洋海域，偶爾會有藍鯨和長須鯨雜交的情況出現。

## 外觀及行為
長須鯨的特徵之一是身軀長而苗條，雄性和雌性的體長分別為19及20米，而居於北半球的亞種最多可達24米長，而南極洲的亞種則可長達26.8米。雖然暫未曾有人為一頭成年的長須鯨量度體重，但據估計一頭長約25米的長須鯨的體重可超於70,000公斤。一頭長須鯨到了25至30歲時才真正達到完全成熟的階段，而長須鯨最長可活到94歲。一頭新生的長須鯨體長約為6.5米，重約1,800公斤。其最容易用以識別的特徵為牠們巨大的身軀，但也就因為這樣，人們常把牠們跟藍鯨、塞鯨及布氏鯨混淆。
長須鯨的背側和旁側均呈棕灰色，而腹部則呈白色。其嘴部尖端突出，有兩個噴氣孔（blowholes），吻突寬敞而平坦。長須鯨的頭部後方有灰白色的人字紋，是極為明顯的辨認特徵。其下顎的右方有白色的斑駁，而左方則有灰黑色的斑駁。人們間或可看到身體呈不對稱形狀的小鬚鯨，但長鬚鯨卻是大部分均呈不對稱形狀。科學家們假設此為演化的結果，因為長須鯨在海面游泳時會往右方傾斜，在繞圈子捕獵時亦往往是朝右方的那一邊繞圈。但是，直到現時為止，科學家們仍未能找到足夠的證據證明此假說正確。
長須鯨的腹部有56到100條褶溝，在其進食時，胃部需要更多空間容納食物，此時褶溝可以張開，以增加其腹部的容量。牠們的背鰭呈弧形，長約60公分。牠們的鰭足（flippers）小而尖細，尾部寬廣，吻部較尖。
當長須鯨浮到海面上時，人們首先看到的是噴氣孔，其次就是背鰭。其噴氣孔垂直而狹窄，噴出的空氣及液體的高度可達6米。每次牠們浮到水面時，都會噴氣數次，每次在水面逗留1分半鐘。在浮到水面期間，其尾部仍然會保持淹在水中。這以後，牠們會往下潛至水深250米處，每次能在水中維持10至15分鐘。長須鯨跟很多其他鯨類一般，常會躍出海面，能夠在躍出期間把整個身軀懸在空中。

### 生活史
長須鯨會在冬天期間交配，並需處溫帶及緯度低的海域，而其妊娠期則長約11個月到一年。新生的小鯨會在出生之後6到7個月，身長達11到12米時才斷奶，這以後幼鯨就會隨母親前往夏季攝食區。雌鯨每2到3年生產一次，據有關的記錄，現時錄得的世界之最是一次產得六胎，但一般來說，大部分的母鯨一胎只產一隻幼鯨。雌鯨會在2到12歲踏入性成熟的階段。

### 食物

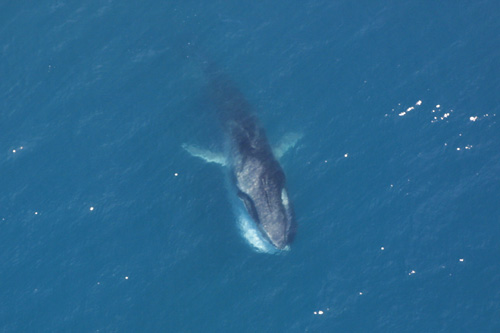
長須鯨進食俯瞰圖

長須鯨用鯨鬚把食物過濾，然後吞下肚，而其食物有小型的魚類、烏賊及甲殼動物（這包括糠蝦和磷蝦）。牠們進食時會以時速11公里的高速前進，然後張開嘴部，這會令牠們每次吸下多達70立方米的海水。吸下海水後，牠們會把嘴閉上，把海水透過其鯨鬚吐出，於是，海水會穿過鯨鬚重回大海，而小魚、甲殼動物及其他食物就會被隔了出來，成為長須鯨的腹中物。一頭成年的長鬚鯨口中的兩邊各有262到473塊鬚板（baleen plates）。鬚板是由角質（keratin）組成的，由於經受長期的磨損，導致這些角質化為一些貌似毛髮之物，稱之為鯨鬚。這些鯨鬚最長可達76公分，寬約30公分。長須鯨通常會潛到水深超於200米之處，動用四個肺臟，讓自己能在水中待久一點，以捕獵磷蝦群。牠們每張開口一次，就可以吸取到約10公斤的磷蝦。一頭長須鯨每天可吃掉1,800公斤的食物，因而科學家們從此數據推算出牠們每天會用三個小時來進食，以補充消耗掉了的能量。若獵物的數量不足，或是處在過於深水的位置，長須鯨就得用更多的時間來尋找獵物。根據科學家的研究，長須鯨會以高速圍繞獵物繞圈子，令獵物集成圓毬狀，密度極高，此時長鬚鯨就會一口一口的把獵物過濾掉，吞進肚子去。

### 行為
長須鯨是游泳速度最快的鯨之一，其速度可達時速37公里，而現時錄得最高記錄為時速40公里，為其取得「深海格雷伊獵犬」的美譽。
長須鯨比其他鯨類都要來得合群，通常都以6至10隻鯨為一群，共出行動，但在攝食區，一群長須鯨的數目就更多，更曾錄得一群100頭長須鯨的記錄。

### 鯨歌
像其他鯨一樣，雄性的長須鯨的叫聲長、響亮且頻率低。據現時人類所知，藍鯨和長須鯨的叫聲是全世界所有動物的叫聲中最低的。
長鬚鯨大部分的發出低調頻的聲音，範圍從16至40赫茲（大部分的人類可以聽到的範圍是20赫茲至2萬赫茲之間），每個聲音持續1至2秒，並以許多不同的聲音來組成一個長7至15分鐘的序列。長須鯨會在持續很多天來反覆的發出這些聲音。這些聲音在參考距離一公尺一大氣壓的情況下達到184－186分貝，並且在幾千公里之外都可以檢測到。
當美國研究人員首次紀錄到長須鯨的叫聲時，並不明白這種異常響亮、長且純粹的規律聲音是由鯨魚所發出的。他們首先懷疑這些聲音是因為機械故障、地球物理學的一種現象、甚至是蘇聯偵測敵人潛艇所導致的。最終生物學家終於確定這些聲音是由長須鯨所發出的。
因為這種聲音是在鯨魚的生育季節中發出的，所以科學家認為這很可能是求偶的展現。在過去超過100年間，船隻與軍事活動造成的海洋噪音可能減緩長須鯨量的恢復速度，因為這些聲響可能妨礙雄鯨與雌鯨之間的接觸。

## 棲息與遷移

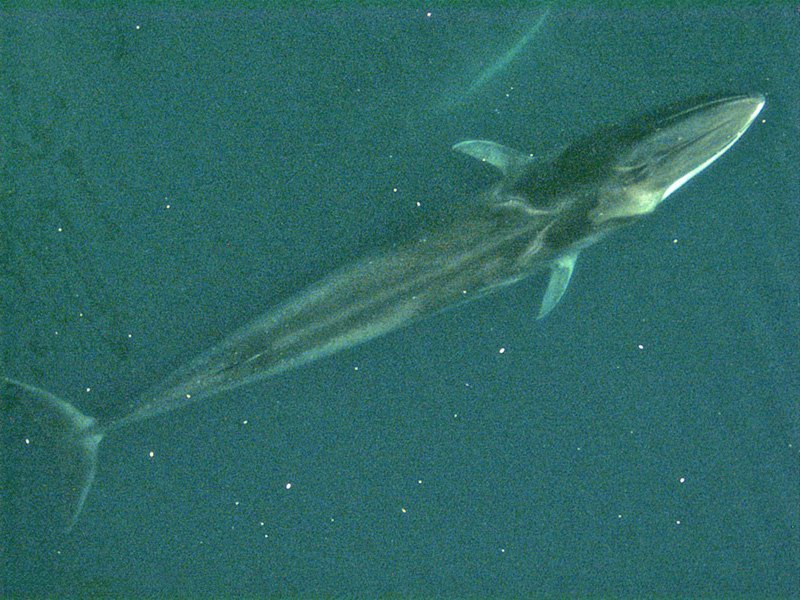
長鬚鯨可以達到26.8公尺長(88英尺)

就像許多其他大型的鬚鯨一樣，長須鯨分部範圍相當廣泛。人們可以在世界各地的主要海洋中發現牠們的蹤影，分布範圍從極區至熱帶海域。長須鯨只會避開接近南北極點、充滿浮冰的海域與範圍相對較小的海域，例如紅海、波斯灣、地中海東部與波羅的海。長須鯨密度最高的地區則是在溫暖與寒冷的水域，牠們很少會聚集在炎熱的赤道海域，而且比起淺水域，牠們更喜歡比大陸棚還深的海域。
長須鯨在北大西洋的分布範圍相當廣泛，從墨西哥灣到地中海，北到北極海充滿浮冰的區域為止。總體來說，長須鯨更常在大約北緯30°的海域出現，不過牠們當出現在南緯30°附近時可能會造成人們的很大困惑，因為長鬚鯨不容易跟布氏鯨分辨出來。大範圍的船隻觀測活動讓研究人員推斷－長須鯨夏季時在西北大西洋海域的覓食範圍主要位於北緯41°20'至51°00'之間，距離海岸1,000噚（1,800公尺）的海域。
長須鯨夏季時在北太平洋的分布範圍介於日本與下加利福尼亞州中部的近海之間，北達北冰洋邊緣的楚科奇海。在5月至10月間，牠們會高度聚集在阿拉斯加灣北部與白令海的南部海域，並有一些穿越阿留申群島來進出白令海的移動。幾條在11月至1月間於加利福尼亞州南部海域被加上標記的鯨魚後來在夏季的加利福尼亞州中部、奧勒岡州、英屬哥倫比亞與阿拉斯加灣被殺。長須鯨的捕食行為曾經在5月中旬於夏威夷海域被觀察到，而且在冬季時也有幾次目擊紀錄。一些研究人員認為長須鯨最早在秋季與冬季時進入夏威夷附近的海域。
雖然長須鯨季節性進出高緯度覓食區域的遷徙、移動與整體的遷移模式仍未完全了解，不過水中偵測器的聲學紀錄指出北大西洋長須鯨往南的遷移活動會發生在秋季，並從紐芬蘭－拉布拉多海域往南通過百慕達，進入加勒比海地區。一群或幾群長須鯨群體被認為會全年都停留在高緯度海域並在近海活動，牠們不會在晚秋往南方移動。長須鯨在太平洋的遷移模式很難了解，雖然有一些鯨魚似乎會全年留在加利福尼亞灣，而且牠們的數量在冬季與春季時會大量的增加。南極海域的長須鯨會季節性的在夏季時的高緯度覓食區域遷移到冬季時位於低緯度的交配與生育海域。牠們冬季的覓食場所仍不清楚，因為這種鯨魚傾向在開放海域中來移動，所以精確的位置很難確定。

## 數量與分布

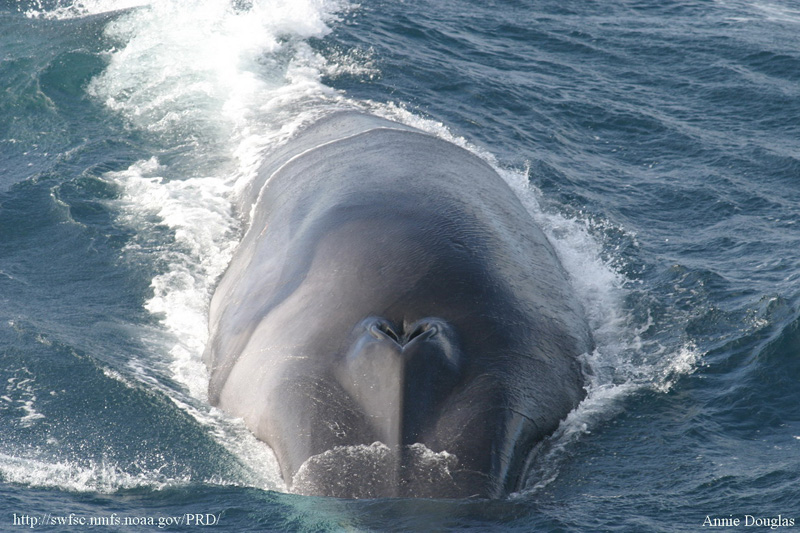
一隻長鬚鯨正在接近中

因為目前對長須鯨的遷移模式缺乏了解，所以牠們在歷史上與最近的估計數目經常存在著矛盾。由於歷史上長時間的捕鯨活動，所以原本的鯨魚數量很難精確計算，僅管數量估計對於計算長須鯨的數量成長率是相當重要的。

### 北大西洋
國際捕鯨委員會確認北大西洋的長須鯨分散成7個離散的群體：加拿大新斯科舍、紐芬蘭與拉布拉多、西格陵蘭、東格陵蘭-冰島、挪威北部、挪威西部-法羅群島、不列顛群島-西班牙-葡萄牙等地區。標記回收的觀察結果指出有長須鯨會有一些越過各自區域界線的移動，於是生物學家認為這些區域並非完全各自分離，而是有一些遷居的行為發生。J. Sigurjónsson在1995年時估計在捕鯨活動開始前，北大西洋長須鯨的總數介於50,000至100,000條之間。不過他的這項研究被其他研究人員批評沒有提供充分的資料與這個推論的解釋。D.E. Sergeant在1977年則認為長須鯨在北大西洋原本的數量介於30,000至50,000條之間。在這些長須鯨中，大約有8,000至9,000條居住在新斯科舍、紐芬蘭與拉布拉多海域，並假定夏季時位在美國海域的鯨魚並未完全被記錄下來。J.M. Breiwick估計1964年在新斯科舍海域「濫捕」(指獵捕超過法定的50英尺長的)了1,500至1,600條長鬚鯨，不過在1973年時減少到大約只剩325條。

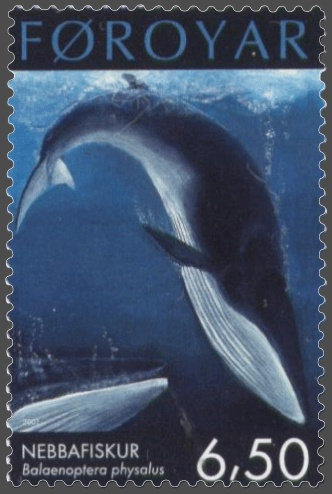
法羅群島郵票上的長須鯨繪圖，發行於2001年9月17日

2次空中探勘活動從1970年開始在加拿大海域實行，這些觀測顯示在1980年8月時，有79至926條長鬚鯨位在紐芬蘭與拉布拉多東部的大陸棚；在1995年至1996年8月間，則有數百條鯨魚出現在聖勞倫斯灣北部與中部海域。估計西格陵蘭海域在夏季時會有500至2,000條長須鯨出現。Jonsgard在1974年認為挪威西部與法羅群島海域的長須鯨「在戰後已經消失很多，很可能是因為濫捕過多」。
冰島附近長須鯨的生存環境則改善非常多，在1981年時的數量只比1960年代早期要小幅度的減少。根據1987年與1989年夏季間的觀測，生物學家估計有10,000至11,000條長須鯨棲息在東格陵蘭與挪威海域。雖然生物學家根據1976年的觀測，估計當時總共有6,900條個體，比起1948年的估計數量有「微量」的減少。不過與1980年的估計數量相比，牠們的數量確實增加了。長須鯨在不列顛群島-西班牙-葡萄牙海域夏季時期的估計範圍從7,500到17,000條以上。整體來說，棲息在北大西洋的長須鯨數量估計介於40,000至56,000條之間。然而根據可靠性高的遺傳學估計顯示，捕鯨時代開始前至少生存著300,000條長須鯨。這也意味著鯨魚數量與歧異度的降低至少低估一個量級，而未來的海洋生態系統（高度依賴這種巨大的哺乳生物）甚至可能更加無法確定。

### 北太平洋
估計在商業捕鯨開始前，棲息在北太平洋海域的長須鯨總數介於42,000至45,000條之間。其中，北太平洋東部的長須鯨數量估計位於25,000與27,000條之間。到了1975年時，估計長須鯨的數量已經下降到8,000至16,000條。在1991年、1993年、1996年與2001年分別進行的觀測顯示加利福尼亞州外海的長須鯨介於1,600至3,200條，而奧勒岡州與華盛頓州外海則有280至380條長須鯨。加利福尼亞州-奧勒岡州-華盛頓州海域估計的最小值則大約是2,500條，這是根據美國太平洋海洋哺乳類估計得到的數值。在白令海靠近普利比洛夫群島的觀測指出當地的長須鯨在1975年－1978年與1987年－1989年間大量增加。在1984年時，估計北太平海域的長須鯨數量已經少於歷史負載量的38%。

### 南極海域
生物學家對於目前及歷史上棲息在南極海域的長須鯨數量所知相對比其他地區要少。國際捕鯨委員會官方則估計在捕鯨活動開始前，棲息在南半球的長須鯨為400,000條，而在1979年（南極大規模捕鯨活動的結束）時的數量則是85,200條。目前與歷史上的估計數字應該被視為只是粗略的估計，因為這些研究使用的資料與方法已知是有缺陷的。其他的估計則認為現在的鯨魚數量不會超過5,000條，甚至可能只有2,000至3,000條。在2006時，仍然沒有任何有系統的估計目前鯨魚的數量或變化。

## 捕鯨活動

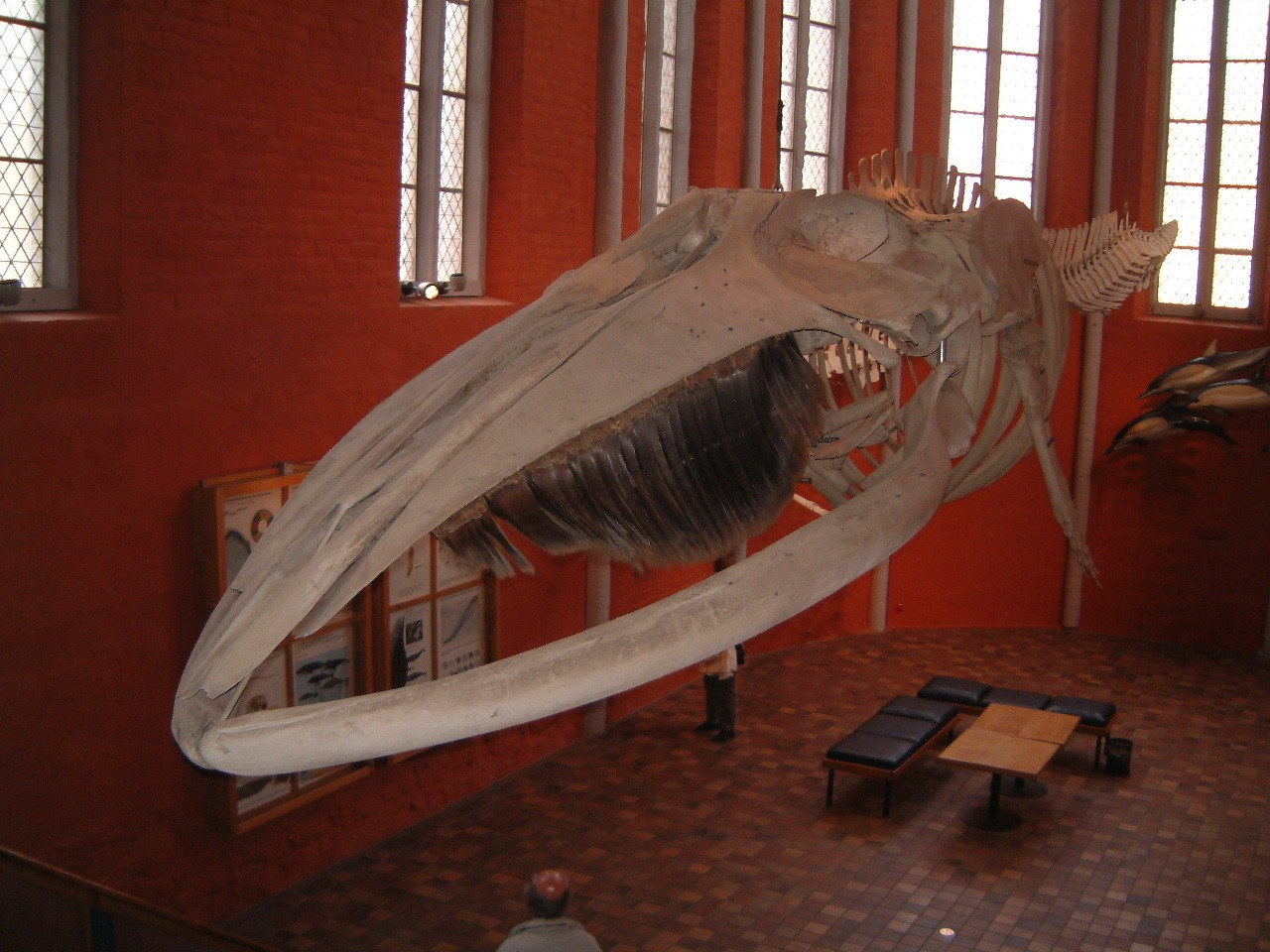
長須鯨的頭骨

在19世紀時，長須鯨偶爾會被不具甲板船隻所獵殺。不過相較於後來的船隻，這對長須鯨而言是比較安全的，因為牠們速度較快，而且被捕殺時經常會沉入水中。不過蒸氣動力的船隻在19世紀後半被引進，魚叉的出現也對長鬚鯨造成衝擊，因為它可以讓捕鯨業者能夠獵殺及固定被捕的藍鯨、長須鯨與塞鯨。當其他鯨魚被濫捕過度後，捕鯨業將數量仍然豐富的長須鯨視為替代目標。獵殺長須鯨的目的主要是為了鯨脂、鯨油與鯨鬚。大約有704,000條棲息在南極海域的長須鯨於1904至1975年之間被獵殺。在具有船尾平台的蒸氣船於1925年出現後，每年的捕鯨數量大量增加。單單在1937年，就有超過28,000條長須鯨被捕。從1953年到1961年，每年平均有25,000長須鯨被捕。到了1962年，因為長須鯨的數量已經相當稀少，所以開始捕殺塞鯨。到了1974年時，每年被捕的長須鯨已經少於1,000條了。國際捕鯨委員會在1976年開始禁止在南半球捕殺長須鯨。
在北太平洋海域，根據紀錄，大約有46,000條長須鯨在1947年至1987年間被獵捕。不過因為蘇聯確定曾經非法捕殺這些鯨魚，所以這個數字是不完全的。棲息在北太平洋海域的長須鯨在1976年受到國際捕鯨委員會完全的保護，而北大西洋海域則在1987年禁止捕鯨，除了一些少數原住民與研究目的的捕鯨活動以外。目前長須鯨在美國魚類及野生動物部門與世界自然保護聯盟列為瀕危物種，而且也名列在瀕臨絕種野生動植物國際貿易公約的附錄1中。
在國際捕鯨委員會的程序之下，原住民的捕鯨活動仍在北半球的格陵蘭持續中。被獵殺的鯨魚肉與其他產品在格陵蘭市場中廣泛的流通，不過向外輸出則是非法的。在不確定目前長須鯨數量的情況下，國際捕鯨委員會每年給予格陵蘭的配額是19條。冰島與挪威則不受到國際捕鯨委員會商業捕鯨活動停止的限制，因為這兩個國家反對這項禁令。在2006年10月，冰島漁業部門授權捕鯨業者在2007年8月前可以捕殺9條長須鯨。而日本在南半球將長須鯨當成研究的目標，這項特別認可的研究要在2005年－2006年與2006年－2007年間每年獵捕10條鯨魚。在2007年－2008年與接下來12個季節的計畫中，將要每年獵捕50條長須鯨。
與船隻發生的碰撞事件是長鬚鯨另一項主要的死亡因素。在一些地區，其實佔大型鯨魚擱淺事件相當大的比例。許多致命且嚴重的傷害是由穿過或靠近大陸棚的大型快速船隻所造成。

## 備註
1. ↑  現今分類學家傾向根據分子生物学的証據，以鯨偶蹄目（Cetartiodactyla）來取代鯨目（Cetacea），原先的鯨目再分為鬚鯨小目及齒鯨小目[13][14][15][16]，且此分類已被IUCN的鯨豚小組[17]以及海洋哺乳動物學會（英语：Society for Marine Mammalogy）的分類學委員會所支持[18]。

### 相关书目
- National Audubon Society Guide to Marine Mammals of the World, Reeves, Stewart, Clapham and Powell ISBN 978-0-375-41141-0
- Whales & Dolphins Guide to the Biology and Behaviour of Cetaceans, Maurizio Wurtz and Nadia Repetto ISBN 978-1-84037-043-0
- Encyclopedia of Marine Mammals, editors Perrin, Wursig and Thewissen ISBN 978-0-12-551340-1

## 外部連結
- 鯨豚保育協會（WDCS） （页面存档备份，存于）
- ARKive：長鬚鯨的圖片和影片（Balaenoptera physalus）
- 長鬚鯨圖片（法文） （页面存档备份，存于）
- 幼年長鬚鯨 （页面存档备份，存于）
- 長鬚鯨
- Jens Kuhfs 拍攝的長鬚鯨圖片 （页面存档备份，存于）